# Ґрабувек (Мазовецьке воєводство)
Ґрабувек (пол. Grabówek) — село в Польщі, у гміні Ольшево-Борки Остроленцького повіту Мазовецького воєводства.
Населення — 235 осіб (2011).
У 1975-1998 роках село належало до Остроленцького воєводства.

## Демографія
Демографічна структура станом на 31 березня 2011 року:
|          | Загалом | Допрацездатний вік | Працездатний вік | Постпрацездатний вік |
| -------- | ------- | ------------------ | ---------------- | -------------------- |
| Чоловіки | 117     | 28                 | 77               | 12                   |
| Жінки    | 118     | 28                 | 63               | 27                   |
| Разом    | 235     | 56                 | 140              | 39                   |